# 線紋舌珍魚
線紋舌珍魚（学名：Glossanodon lineatus）為輻鰭魚綱水珍魚目水珍魚科的其中一種，為亞熱帶海水魚，分布於西北太平洋日本熊本海海域，棲息在底中層水域，生活習性不明。
其种加词“Lineatus”意为“有线纹的”。